# Puig Cendrós
El Puig Cendrós és una muntanya de 499 metres que es troba al municipi d'Olesa de Montserrat, a la comarca del Baix Llobregat.
Aquest cim està inclòs al llistat dels 100 cims de la FEEC. 
A aquesta muntanya s'hi accedeix pel pla del Fideuer amb un fort pendent en l'ascens i el descens, on des del seu cim s'hi pot contemplar una vista de 360° com per exemple Montserrat, Olesa, Sant Salvador de les Espases, Masia de Can Puigventós, etc. Al vessant oest hi ha la Balma de l'Espluga (Puig Cendrós)